# 優希知冴
優希 知冴（ゆうき ちさ、1989年8月19日 - ）は、日本の女性声優。大阪府出身。ケンユウオフィス所属。旧芸名は優希（読みはゆうき、2016年3月1日まで）。

## 人物
日本ナレーション演技研究所、talk back卒業。
趣味は通販、女子会、猫と戯れる、動物や赤ちゃんの真似。特技は料理（調理師免許取得）。声種はアルト。

## 出演
太字はメインキャラクター。

### テレビアニメ
2009年
- 花咲ける青少年（幼少のソマント）

2010年
- それでも町は廻っている（男子、戸川）

2011年
- バカとテストと召喚獣にっ!（監視員）
- レベルE（子供）

2012年
- あっちこっち（母）
- アルカナ・ファミリア（デビト〈幼少期〉）
- キングダム（2012年 - 2020年、カイネ、秀）- 3シリーズ
- GON -ゴン-（プロロ、ハリネズミ、タム、フラミンゴ1、ベガ1）
- しまじろうのわお!（2012年 - 2022年、桃山にいすけ）
- シャイニング・ハーツ 〜幸せのパン〜（女性客、兄）
- だから僕は、Hができない。（キャスター）
- NARUTO -ナルト- 疾風伝（雲隠れの里の忍）

2013年
- 新世界より（坂井進）
- ダイヤのA（2013年 - 2015年、栄純の母、大和田秋子、轟雷市〈幼少〉、クラスメイト女子、売店のおばちゃん 他）- 2シリーズ
- てーきゅう（2013年 - 2015年、板東森子、ニュースキャスター、おばちゃん、MC、オカン 他）- 7シリーズ
- ムシブギョー（蜜月）

2014年
- selector infected WIXOSS（図書館職員）
- それいけ!アンパンマン（町人）
- デュエル・マスターズVS（2014年 - 2016年、大ジロー、コジロー〈幼少期〉、エリカ、エリカッチュ、アリエース、コッコ・ルピア、九極デュエンジェル 他）- 3シリーズ
- HUNTER×HUNTER（第2作）（カスガ）
- ベイビーステップ（2014年 - 2015年、田島勇樹）- 2シリーズ

2015年
- 俺物語!!（赤ちゃん）
- 櫻子さんの足下には死体が埋まっている（小雪〈学生〉）
- デス・パレード（友人A）
- ドラえもん（テレビ朝日版第2期）（2015年 - 2019年、赤ん坊、少年A、赤ちゃん、幼児）
- 忍たま乱太郎（若夫婦）

2016年
- ハイスクール・フリート（宗谷真冬）
- マギ シンドバッドの冒険（女給）

2017年
- チェインクロニクル 〜ヘクセイタスの閃〜（カティア）

2018年
- うちのウッチョパス（2018年 - 2021年、ウッチョパス）

2019年
- 3D彼女 リアルガール（河野）
- ポケットモンスター サン&ムーン（カヒリ）

2020年
- 魔女の旅々（町人）

2021年
- 弱キャラ友崎くん（Navi）
- 出会って5秒でバトル（二宮晴花）

2024年
- BLEACH 千年血戦篇-相剋譚-（浮竹萩道）

2025年
- クレヨンしんちゃん（赤ちゃん）

### 劇場アニメ
- アルヴ・レズル -機械仕掛けの妖精たち-（2013年、旅客機アナウンス）
- 十五少年漂流記 〜海賊島DE！大冒険〜（2013年、アモンド、ジャヴァン）
- 劇場版 魔法科高校の劣等生 星を呼ぶ少女（2017年、黒沢知恵理）
- 劇場版 ハイスクール・フリート（2020年、宗谷真冬）

### OVA
- 変ゼミ（2010年、女A）
- 新テニスの王子様 OVA vs Genius10（2014年、リサ）
- てーきゅう（2014年 - 2017年、板東森子 / おかん） - 3シリーズ[一覧 1]
- ムシブギョー（2014年、蜜月）※原作コミックス第15･16・17巻DVD付属限定版
- ダイヤのA（2016年、大和田秋子） - OAD2 スペシャル番外編-OutRun

### ゲーム
2012年
- こえぷら（桜井伊吹）
- タイムトラベラーズ（かける〈12歳〉）

2013年
- ムシブギョー（蜜月）

2014年
- コール オブ デューティ アドバンスド・ウォーフェア
- ヒーローズプレイスメント（紅笠吉次、伊賀忍、板美響子）

2015年
- クイズRPG 魔法使いと黒猫のウィズ（2016年 - 2019年、レイフェル・ユリーマ、ヘルミーナ・ブリッツ、ユリアーナ・ブリッツ、ニヴァナ・エライト）
- 絶対階級学園〜Eden with roses and phantasm〜（七瀬十矢〈子供〉、木下琴美）
- モンスターハンタークロス（プレイヤーボイス〈ベルナ村 村人〉）

2016年
- 赤い砂堕ちる月（劉恒、妙丹）
- あんさんぶるガールズ!!（花丘まり）
- 誰ガ為のアルケミスト（クラフター・アミス）
- 神航の地平線（サンディ、エリーゼ）
- スターオーシャン5 Integrity and Faithlessness
- トリックスター 召喚士になりたい（エリザベス、ロッテ、シズ）
- フィリスのアトリエ 〜不思議な旅の錬金術士〜（チェルシー、リーリエ・ローリエ）

2017年
- グランブルーファンタジー
- ブラックサバイバル（フィオラ、リ・ダイリン）
- 天歌統一ぷろじぇくと（羽柴秀吉、今川義元、柿崎景家）
- 刻のイシュタリア（南の女王ビルキス、森の魔女ヘラヴィーサ）
- リング☆ドリーム 女子プロレス大戦（カース伏久）
- リディー&スールのアトリエ 〜不思議な絵画の錬金術士〜（ネージュ・シャントルイユ、テルミナ）
- ワールド オブ ファイナルファンタジー メリメロ（時魔道士、サンダガイ 他）

2018年
- 武器よさらば（シヨウ）
- ブレイドスマッシュ（卑璃呼、ミゼル、アビィ）

2019年
- 永遠の七日（蘿月）
- ミラージュ・メモリアル（アレキサンダー、玉藻前、ミラージュ、ジェロニモ）
- シルヴァリオ トリニティ -Beyond the Horizon-（ヴァネッサ・ヴィクトリア）
- 100% Orange Juice（アイラ）

2020年
- CocoPPa Dolls（セルピナ）
- 龍が如く7 光と闇の行方（春日一番〈新生児期〉他）
- ユートピア・ゲート〜双子の女神と未来へのつばさ〜（ソレイユ）
- ブレイブソード×ブレイズソウル（願望ローズフィノ、希望弓ブルーシェリー）
- 魔王と100人のお姫様（玄奘、フェンリル、リヴァイアサン）
- ブラックサバイバル:永遠回帰（ダイリン）

2021年
- ハースストーン（月のプリ―ステス・ニッシー、カーラ・スタンパー）
- さくらの雲＊スカアレットの恋（所長）
- テイルズ オブ アライズ（ラギル）
- 逆転オセロニア（雷華）
- 終末のアーカーシャ（チーシェー）

2022年
- マリオ+ラビッツ ギャラクシーバトル（ミッドナイト）

2023年
- もんなしプリンセス（ミカヅキ）

### ドラマCD
- 嘘みたいな話ですが（中村の妹）
- 宇田川町で待っててよ。（姉）
- O.B.（宮村）
- 快感・フレーズ
- 最恐教師〜教師も色々あるわけで〜（ユミ、男児童D）
- 三国恋戦記〜オトメの兵法!〜 翼徳篇
- 憂鬱な朝（華族1）
- キューカンバー・サンドイッチ（子供彰）
- 職業、王子（兄A、王宮の女性A）
- Roots26 S [suite] Vol.2（女子）
- 恋愛操作（女性客）
- ニーナとうさぎと魔法の戦車（FT隊員）
- FLOWERS ドラマCD「オクサリスの花言葉」（2022年、秋津栞）

### 吹き替え

#### 担当女優
- ケルシー・チャウ
  - お兄ちゃんはデンマザー（マティス）
  - KING兄弟（ミケイラ・マクーラ）
  - スイート・ライフ オン・クルーズ シーズン2（ケイト）
  - フレンズ・フォー・チェンジ・ゲームズ（本人役）

#### 映画
- アドミッション -親たちの入学試験-（ユリア）
- インファナル・アフェアIII 終極無間
- おとなの恋には嘘がある（コーリー）
- オンリー・ゴッド（マイ〈ラータ・ポーガム〉）
- キャビン
- グローリー・ショット 〜栄光への軌跡〜（ネイディ・ローガン〈チェルシー・リケッツ〉）
- ゴースト・バディーズ/小さな5匹の大冒険（バートルビー〈タッカー・アルブリジー〉）
- 30日の婚活トラベル（シェリー〈ローレン・ロンドン〉）
- サバイバル・ソルジャー（アシュリー〈ビアンカ・ブリー〉）
- 終末へのカウントダウン（サム・マードック〈チェリー・ウォーリス〉）
- ソウル・サーファー（アラナ・ブランチャード〈ロレイン・ニコルソン〉）
- トレジャー・バディーズ/小さな5匹の大冒険
- パシフィック・リム（幼いローリー〈ポール・ワイアーズ〉）
- バッド・アス ジャスティス・リターンズ（ジェシカ〈サラ・デュモン〉）
- ヒューマン・ターゲット（エヴァ〈グレース・パーク〉）
- フライトナイト/恐怖の夜（カーラ）
- Black & White/ブラック & ホワイト（マヤ〈グレタル・モンゴメリー〉）
- ほぼほぼパラノーマル
- ボディ・ハント（ジリアン〈アリー・マクドナルド〉）
- ナチス第三の男（アタ〈ノア・ジュープ〉）
- マチェーテ（看護師モナ〈エリース・アヴェラン〉）※DVD版
- ミッシング・ポイント（ビナ〈メラ・シャフィ〉）
- ムーンライズ・キングダム（レッドフォード〈ルーカス・ヘッジズ〉）
- ムード・インディゴ うたかたの日々（イジス〈シャルロット・ルボン〉）
- ライフ・オブ・パイ/トラと漂流した227日

#### テレビドラマ
- アンダーカバー・ボス2 社長潜入調査 #10
- ALPHAS/アルファズ
- イーストエンドの魔女たち（エイミー・マシューズ〈ティヤ・シルカー〉）
- イタズラなKiss/Playful Kiss（イム・ジヒョン〈キム・ジス〉、ノリ）
- イップ・マン（秋剣雲〈袁冰妍〉）
- WITHOUT A TRACE/FBI 失踪者を追え!シリーズ 
  - シーズン5（キーシャ、サリー〈メーガン・マークル〉）
  - シーズン6（テレサ・ソレス〈カミーユ・グアティ〉）
  - シーズン7（ホリー）
- エレクトリック・ドリームズ（フォスター・リー〈アナリース・バッソ〉）
- クローザー シーズン5 #1（ディナ・ロペス〈ロージー・ガルシア〉）
- クープ&キャミどっちがイイ?（ネーブ〈トリニティ・ストークス〉）
- 後宮の涙（何丹娘〈ウー・インジエ〉、琉璃〈グォ・シュエン〉）
- 三国志 Three Kingdoms（漢献帝 (幼少期)）※DVD版
- スーパーナチュラル シーズン8（マリア〈アンドレア・ブルックス〉）
- 曹操（曹操、曹丕 (幼少期)、唐姫、伊屠）※DVD版
- 太陽を抱く月 #15 #16
- チャン・オクチョン（ヒャンイ〈キム・ガウン〉）
- ティーン・スパイ K.C.（ジュディ・クーパー〈トリニティ・ストークス〉）
- となりの美男（スミン）
- ネイルサロン・パリス 〜恋はゆび先から〜
- ハート・オブ・ディクシー ドクターハートの診療日記 シーズン2（シェルビー〈ローラ・ベル・バンディ〉、ファニー、グロリアーナ 他）
- ビッグ 〜愛は奇跡〈ミラクル〉〜（イ・エギュン〈シン・ジス〉）
- ビクトリアス
- フルハウスTAKE2
- ボードウォーク・エンパイア4 欲望の街（ノーラ・トンプソン〈マデリーン・ゲッティ〉）
- マンハッタンに恋をして 〜キャリーの日記〜（マウス〈エレン・ウォン〉）
- ミッシング（オクサナ〈テレザ・ヴォリスコヴァ〉）
- Major Crimes 〜重大犯罪課 シーズン3 #6（バグ / ジャスティン・ピットマン〈アリソン・ストーナー〉）
- 蘭陵王（小翆〈チュウ・ハイチュン〉、宇文貞〈チョン・ズームー〉 他）
- ラスベガス シーズン3 #15 #16（ウェイトレス）
- リンガー 〜2つの顔〜 #2 #7 #11 #20
- LUCIFER/ルシファー シーズン3 #6（キャンディ）
- 私はラブ・リーガル3 #12
- 私はラブ・リーガル6 #13（チェルシー・パトナム〈ジャネル・パリッシュ〉）

#### アニメ
- チャギントン（2009年、フート[16]）
- ティンカー・ベルと輝く羽の秘密（2013年）
- バービーと魔法のバレエシューズ（2013年、ヘイリー）
- メアリーと秘密の王国（2014年、少年ミバエ）
- アルティメット・スパイダーマン VS シニスター・シックス（2016年、グウェン・ステイシー / スパイダー・グウェン）
- トルーと虹の王国シリーズ（2017年 - 2020年、ズィー）
- ラスト・キッズ・オン・アース（2020年）
- ヒーマンとマスターズ・オブ・ユニバース（2020年 - 2022年、ティーラ / ソーサラス〈キンバリー・ブルックス〉）

### ナレーション
- 映画 先輩と彼女（PVナレーション）
- デッド オア アライブ エクストリーム3 プロモーションムービー（ナレーション）

### ラジオ
- ぱるぷんて RPG風ユニット（2015年2月11日 - ）

### TVCM
- iタウンページ 巨人の星（京子）

### テレビ番組
- はじまるよ!アニメ「うちのウッチョパス」SP（ウッチョパスの声）
- ZENONZARD BReAK（2020年 - 2021年、BS11 / YouTube） - ゼノまるの声

### ボイスオーバー
- 奇跡体験!アンビリバボー（フジテレビ）
- 額縁をくぐって物語の中へ（NHK-BSプレミアム）
- ザ!世界仰天ニュース（日本テレビ）
- サントリー ペプシネックスラジオCM
- 特捜!最強FBI緊急捜査 日本未解決事件を追う!（フジテレビ）
- 日本人の3割しか知らないこと くりぃむしちゅーのハナタカ!優越館

### オーディオブック
- 乙女ゲー世界はモブに厳しい世界です（2024年、朗読）
- 逆転正義（2024年、朗読）

### その他コンテンツ
- 全国かまぼこ連合会 カマピー&チックルの日本昔話シリーズ
  - 「かぐや姫」（かぐや姫）
  - 「桃太郎」（オニ、キジ）
- 令和小説大賞スペシャルPV『未来想像記』（2019年、詩織の母）

### シリーズ一覧
1. ↑  『第3期』裏面（2014年）、『第7期』裏面（2016年）、『第8期』裏面（2017年）